# Кокшаров, Николай Павлович
Николай Павлович Кокшаров (23 июня 1934, Челябинск — 27 июля 1967) — советский хоккеист, вратарь. Мастер спорта СССР (1957). Тренер.

## Биография
Воспитанник СК ЧТЗ, тренер С. И. Захватов.
В сезонах 1954/55 — 1957/58 играл за челябинский «Авангард».
В 1958 году поступил в омский институт физкультуры и стал выступать за «Спартак» вместе с другими челябинцами — Даниловым, Документовым, Мурашовым, Перегудовым, Сорокиным, Шабалдиным. По итогам первого же сезона с командой вышел в класс «А». Отыграл в Омске шесть сезонов, за это время организовал школу вратарей.
Закончив играть в 1964 году в 30-летнем возрасте, сразу же был возглавил команду, носившую название «Аэрофлот». Сделал резкий курс на омоложение состава, при нём в «Аэрофлоте» во второй лиге дебютировала большая группа воспитанников омского хоккея. За два сезона средний возраст команды составлял менее 20 лет. В 1965 году «Аэрофлот» занял 5-е место из 11-ти, в 1966 — 8-е из 13-ти.
В сезонах 1966/67 — 1967/68[уточнить] работал вторым тренером в усть-каменогорском «Торпедо».
Погиб во время рыбалки 27 июля 1967 года. Похоронен на Старо-Северном кладбище Омска.